# Fontenay-le-Comte
Fontenay-le-Comte – miejscowość i gmina we Francji, w regionie Kraj Loary, w departamencie Wandea.
Według danych na rok 1990 gminę zamieszkiwało 14 456 osób, a gęstość zaludnienia wynosiła 425 osób/km² (wśród 1504 gmin Kraju Loary Fontenay-le-Comte plasuje się na 20. miejscu pod względem liczby ludności, natomiast pod względem powierzchni na miejscu 217.).

## Miasta partnerskie
- Krotoszyn